# Harfsen
Harfsen est un village situé dans la commune néerlandaise de Lochem, dans la province de Gueldre. Le 1er janvier 2006, le village comptait 1 670 habitants.